# Katholische Hospitalvereinigung Weser-Egge
Die Katholische Hospitalvereinigung Weser-Egge (KHWE) ist als gemeinnützige GmbH Träger mehrerer Gesundheitseinrichtungen im Kreis Höxter mit einer Zentralverwaltung in Brakel. Die Gesellschaft ist durch Gesellschaftsvertrag vom 21. Juli 2005 als Holding der beiden Trägergesellschaften St. Ansgar- und St. Rochus – Kliniken gGmbH und der Katholischen Krankenhäuser Bad Driburg – Brakel gGmbH gegründet und am 27. Oktober 2005 in das Handelsregister beim Amtsgericht Paderborn eingetragen worden. Die GmbH gehört zu den steuerbegünstigten Körperschaften.
Die KHWE ist ein Verbund aus Krankenhäusern und Pflegeeinrichtungen im Kreis Höxter (Nordrhein-Westfalen). Dazu gehören das Klinikum Weser-Egge mit vier Standorten, zwei Medizinische Versorgungszentren (MVZ) mit neun Facharztpraxen, fünf Seniorenhäuser, ambulante Caritas-Pflegestationen für ambulante Pflegedienste, der Ambulante Hospiz- und Palliativ-Beratungsdienst im Kreis Höxter sowie ein Therapiezentrum. Die KHWE bildet eigene Mitarbeiter in einem eigenen Bildungszentrum für Gesundheitsberufe aus und fort. Das Tochterunternehmen KWE Service kümmert sich um die Dienstleistungen drumherum: Speisenversorgung, Logistik, Gebäude- und Sterilgutreinigung.

## Gesellschafter
Gesellschafter der Holding sind die Katholischen Kirchengemeinden St. Nikolai in Höxter, St. Marien in Steinheim, St. Johannes Baptist in Beverungen, St. Peter und Paul in Bad Driburg, St. Michael in Brakel sowie die Cura – Beratungs- und Beteiligungsgesellschaft für soziale Einrichtungen mbH in Dortmund, die wiederum zur Stiftung Schleden'sche Capuzinessen Benefizium Paderborn gehört. Die Schleden'sche Stiftung ist eine Kirchliche Stiftung privaten Rechts, deren Alleinvorstand statutarisch der jeweilige Generalvikar des Erzbistums Paderborn ist.
Vorsitzender der Gesellschafterversammlung ist Christoph Pottmeier, Kirchenvorstand St. Nikolai, Höxter.

## Geschäftsführung und Verwaltungsrat
Dem Verwaltungsrat gehören sieben Mitglieder an, unter anderem der Geschäftsführer der CURA Beratungs- und Beteiligungsgesellschaft für soziale Einrichtungen.
Mit der Gründung der KHWE im Jahr 2005 wurden Reinhard Spieß und Theo Franke Geschäftsführer des Unternehmens. Nach dem Ausscheiden von Franke wurde Spieß alleiniger Geschäftsführer. Zum 1. April 2019 hat er die Geschäftsführung übergeben an Christian Jostes, der seitdem das Unternehmen leitet.

## Klinikum Weser-Egge
Zum Klinikum Weser-Egge gehören Einrichtungen an vier Standorten im Kreis Höxter mit 868 Krankenhausbetten sowie 25 Fachkliniken und Instituten. Zum Klinikum gehören das St. Ansgar Krankenhaus in Höxter, das St. Josef Hospital in Bad Driburg, das St. Rochus Krankenhaus in Steinheim und das St. Vincenz Hospital in Brakel.
Chirurgie / Anästhesie
- Institut für Anästhesie
- Kliniken für Allgemein- und Viszeralchirurgie sowie minimalinvasive Chirurgie
- Kliniken für Gefäßchirurgie und endovaskuläre Chirurgie
- Klinik für Schmerzmedizin

Gynäkologie und Geburtshilfe
- Frauenklinik

Innere Medizin

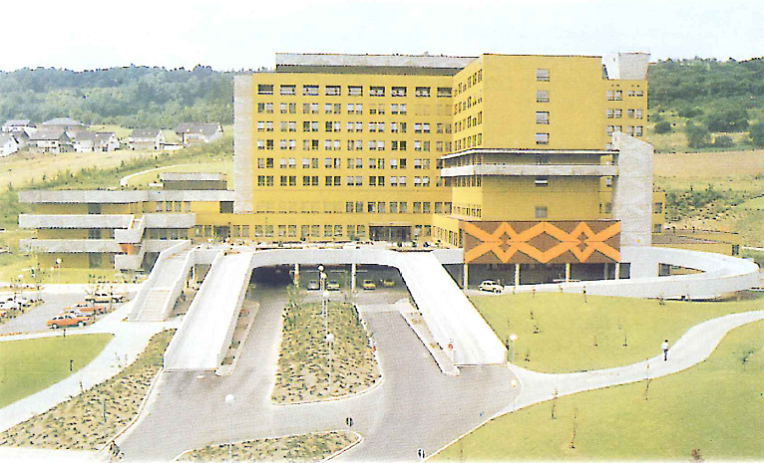
St. Ansgar Vorderseite (1978)

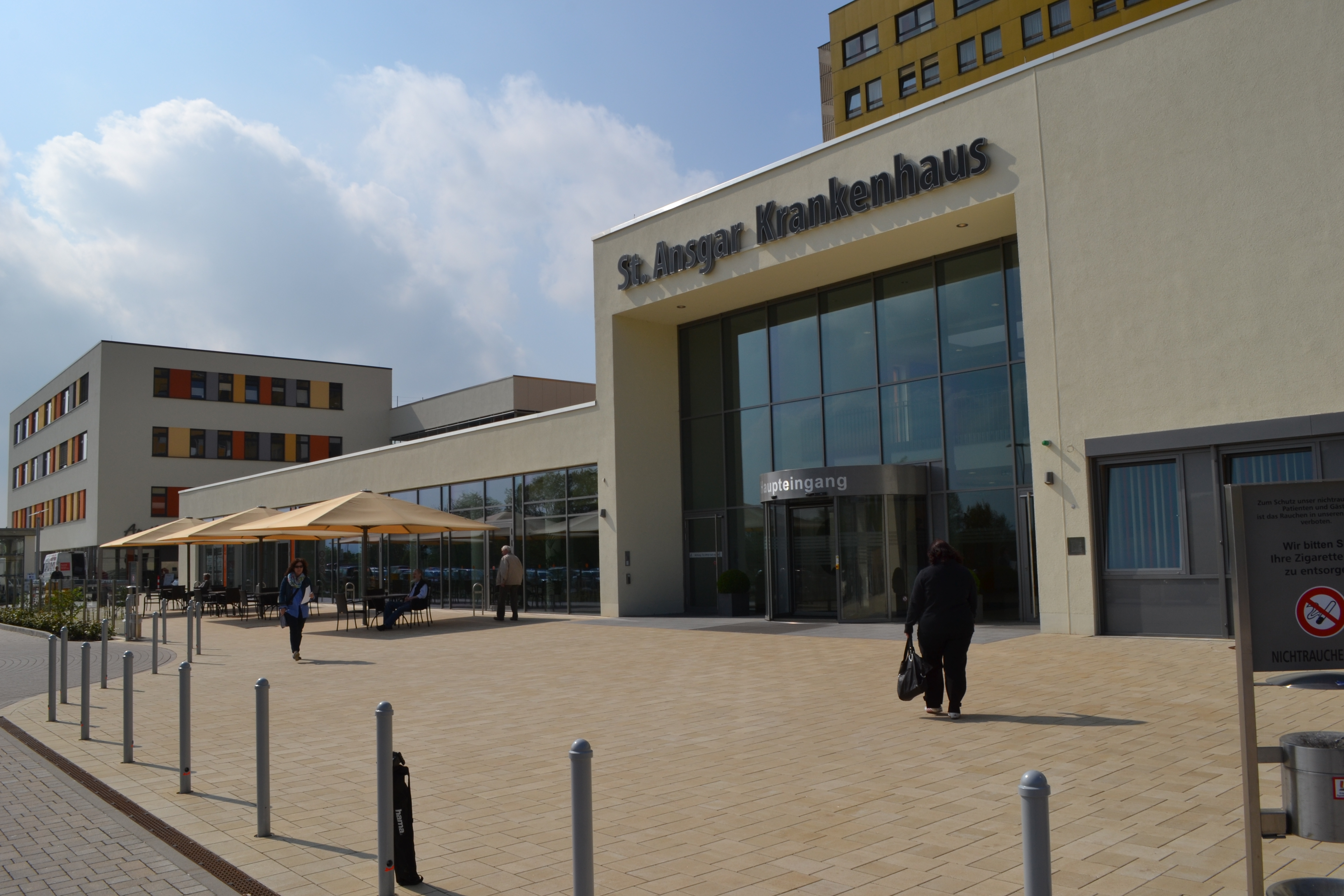
St. Ansgar Eingangsbereich (2017)

- Medizinische Kliniken I ‑ Kardiologie / Angiologie, Intensivmedizin, allgemeine Innere Medizin
- Medizinische Kliniken II ‑ Gastroenterologie
- Medizinische Klinik III ‑ Onkologie/Hämatologie
- Klinik für Akutgeriatrie
- Klinik für RheumatologieSt. Josef Eingang (1967)

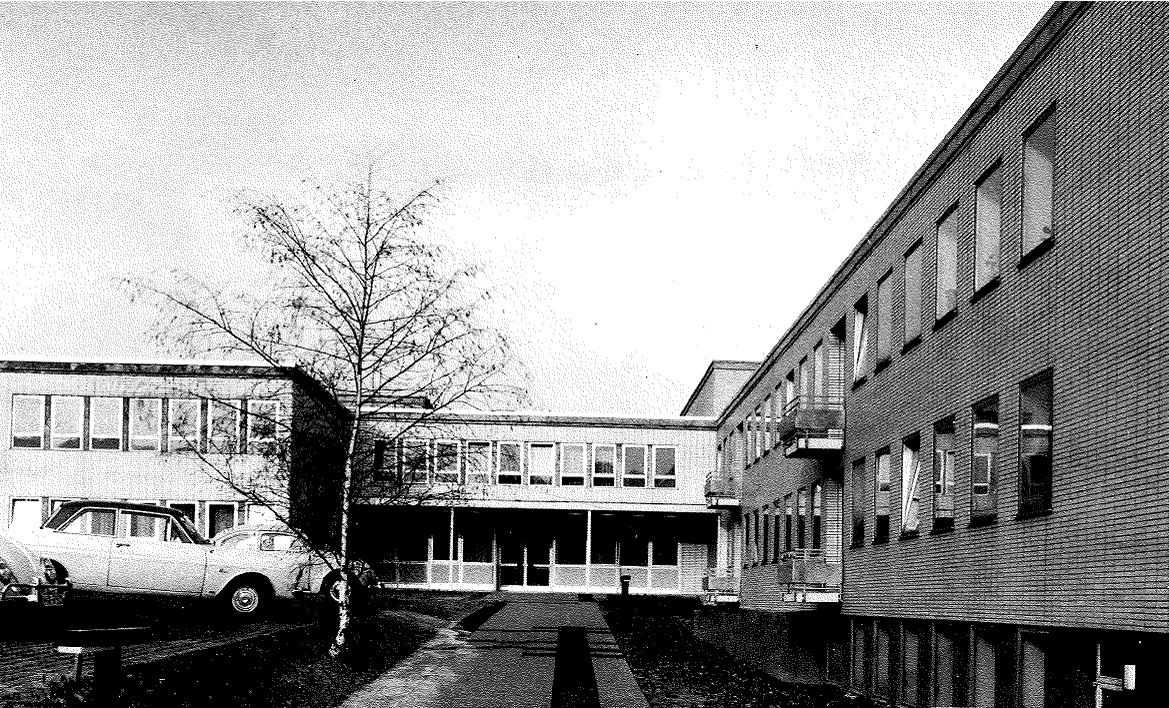
St. Josef Eingang (1967)

Neurologie / Psychiatrie / Psychosomatik
- Klinik für Neurologie
- Klinik für Psychiatrie und Psychotherapie
- Klinik für Psychosomatische Medizin und Psychotherapie

Orthopädie / Unfallchirurgie
- Klinik für Orthopädie
- Kliniken für Unfallchirurgie

Pädiatrie

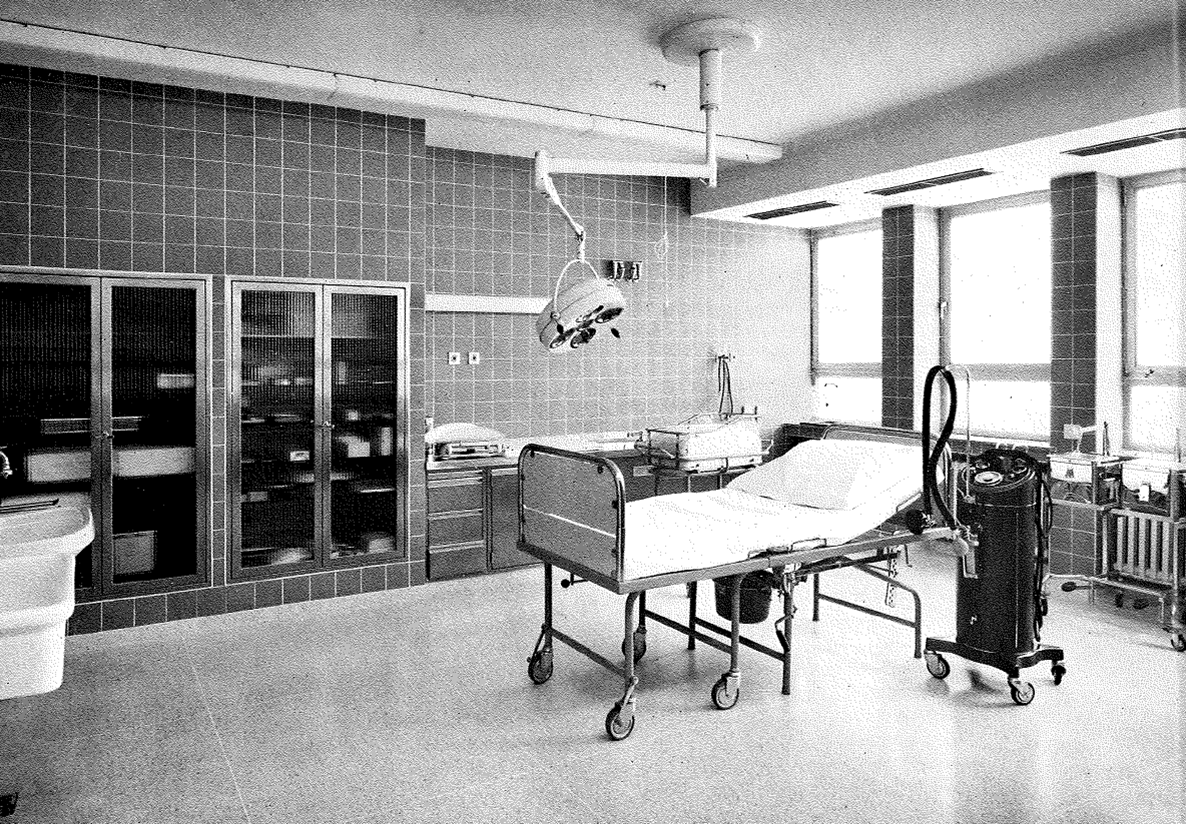
St. Josef Entbindung (1967)

- Klinik für Kinder‑ und Jugendmedizin

Radiologie / Strahlentherapie
- Institut für Radiologie / Klinik für Radiologie
- Klinik für Strahlentherapie

Urologie
- Klinik für Urologie und Kinderurologie

Weitere Fachabteilungen
- Zentrale Notaufnahmen

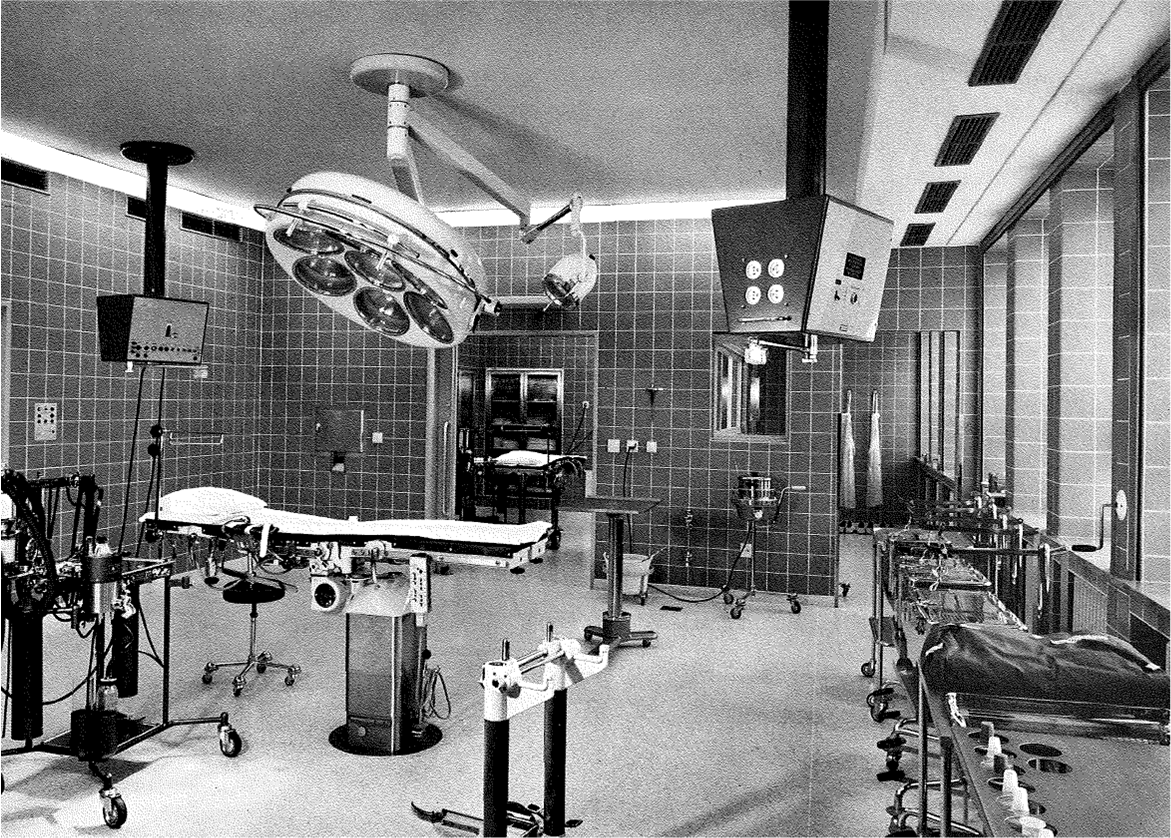
St. Josef OP (1967)

- Intensivstationen, Kinderintensivstation

Medizinische Zentren

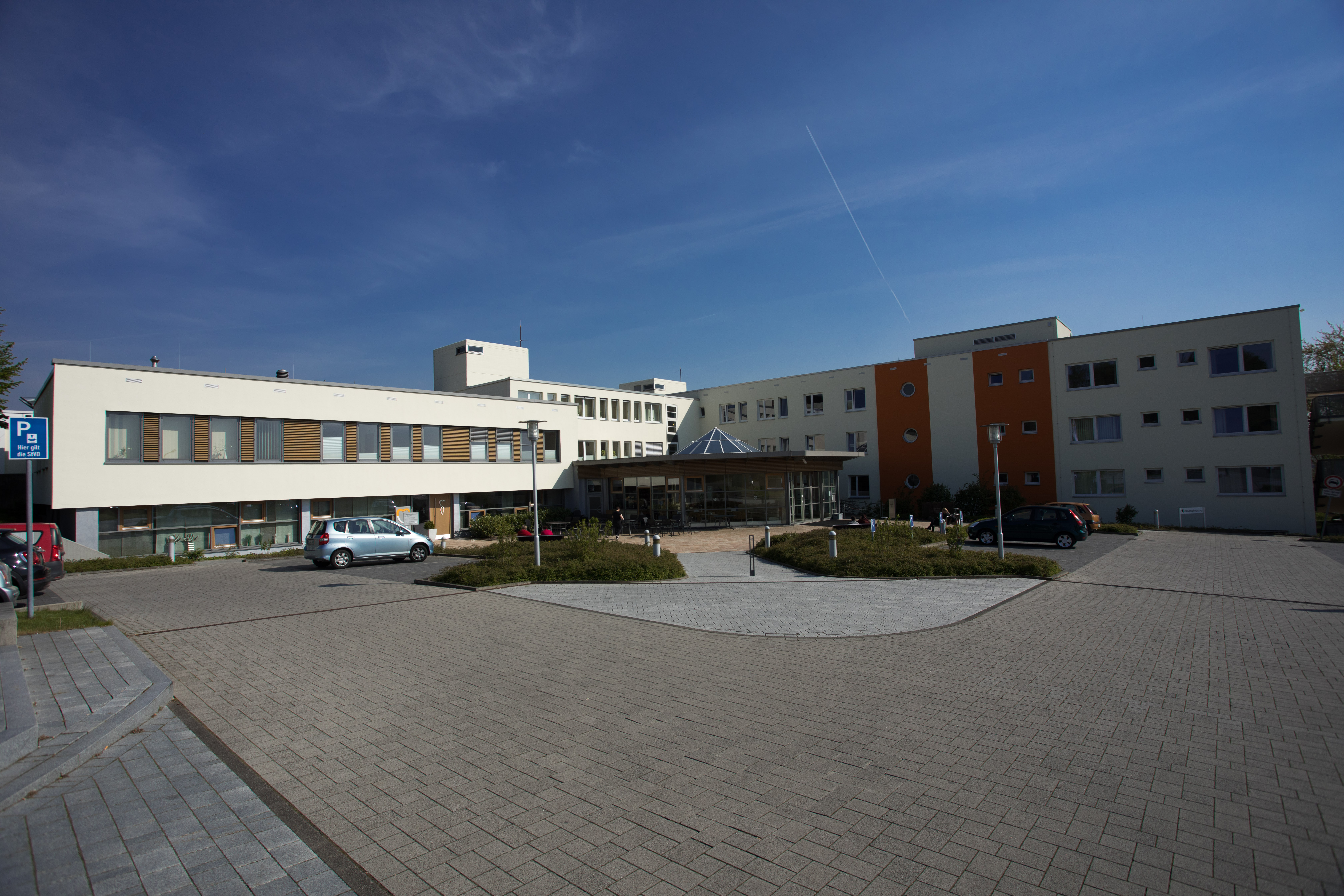
St. Vincenz Hospital Brakel (2017)

- Adipositaszentrum (Referenzzentrum)
- Darmzentrum (noch im Aufbau)
- Chest Pain Unit
- Endoprothetikzentrum der Maximalversorgung

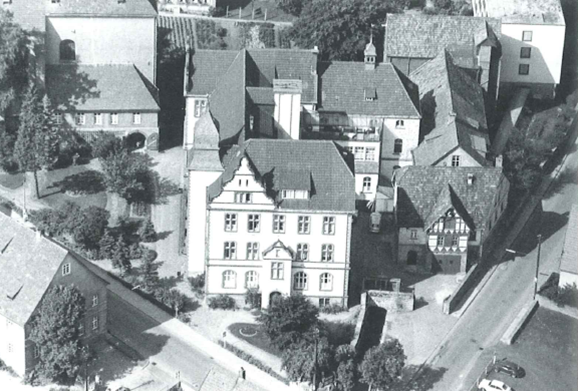
St. Vincenz Hospital Brakel am Osteheimer Tor um 1960

- Stroke Unit
- Wundzentrum

## Seniorenhäuser
Die KHWE betreibt fünf Seniorenhäuser (Einrichtungen der Altenpflege) im Kreis Höxter mit insgesamt 439 Pflegeplätze.
- St. Rochus Seniorenhaus Steinheim
- St. Nikolai Seniorenhaus Höxter
- St. Antonius Seniorenhaus Brakel
- St. Josef Seniorenhaus Bökendorf
- St. Johannes Baptist Seniorenhaus Beverungen

## Caritas Pflegestationen für ambulante Pflege
Zum Unternehmen gehören fünf Caritas-Pflegestationen für ambulante Pflegedienste im Kreis Höxter. 2022 etabliert die KHWE über die Caritas Pflegestationen einen eigenen Hausnotruf. Die eingehenden Meldungen werden in der Notrufzentrale des Caritasverbandes bearbeitet.

## Medizinisches Versorgungszentrum Weser-Egge (MVZ)
Das MVZ Weser-Egge Höxter ist ein Tochterunternehmen der KHWE. Es bietet ambulante ärztliche Leistungen aus folgenden Fachbereichen: 
- Chirurgie (Höxter, Bad Driburg)
- Diabetologie (Höxter)
- Kinder- und Jugendmedizin (Höxter)
- Onkologie (Höxter)
- Orthopädie (Brakel, Bad Driburg)
- Radiologie (Höxter)
- Rehamedizin (Brakel)
- Schmerzmedizin (Brakel)
- Strahlentherapie (Höxter)

## Bildungszentrum Weser-Egge

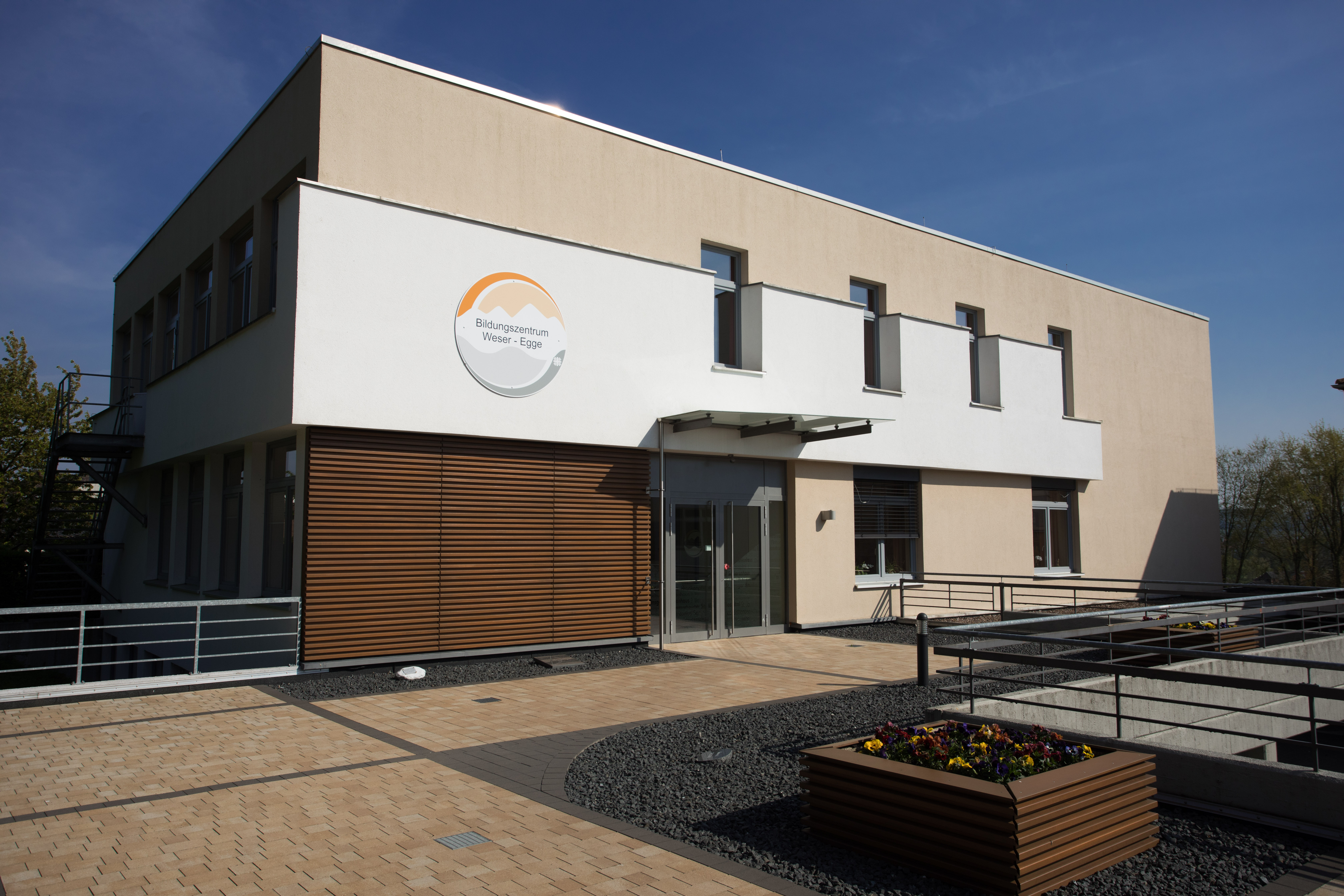
Bildungszentrum Weser-Egge mit Sitz in Brakel (2017)

Im Bildungszentrum Weser-Egge in Brakel bietet die KHWE die dreijährige Ausbildung (auch in Teilzeit) zur Pflegefachkraft sowie die einjährige Ausbildung zum Pflegeassistenten an. Zusammen mit dem Steinbeis-Transfer-Institut NRW ist ein ausbildungs- bzw. berufsbegleitendes Studium „Pflege- und Gesundheitswissenschaften (B.A.)“ möglich. Das Bildungszentrum stellt außerdem ein umfangreiches Fort- und Weiterbildungsangebot für die Mitarbeiter der KHWE sowie für andere Pflegekräfte in der Region bereit.

## KWE-Service
Das Tochterunternehmen KWE-Service GmbH wurde im März 2017 mit Sitz in Brakel gegründet und ist für die Einbringung von Hilf- und Service-Leistungen vor allem im Bereich der Verpflegung, Hauswirtschaft und Reinigung sowie sonstiger Dienstleistungen (z. B. Bewachung, Transport und Verwaltung) insbesondere für Krankenhaus- und Altenheimbetriebe zuständig.
2017 wurde die neue zentrale Krankenhausküche der Holding am Standort in Steinheim eingeweiht.

## Belege
1. ↑  Stark im Verbund